# نیکول کورسل
نیکول کورسل (فرانسوی: Nicole Courcel‎; ۲۱ اکتبر ۱۹۳۱ – ۲۵ ژوئن ۲۰۱۶) هنرپیشه اهل فرانسه بود که بین سال‌های ۱۹۴۷ تا ۲۰۰۴ میلادی فعالیت می‌کرد.
از فیلم‌هایی که در آنها نقش داشته می‌توان به فردا نوبت من است، یکشنبه‌ها و سیبل و ملاقات در ژوئیه اشاره کرد.